# Малый Дровяной переулок
Ма́лый Дровяно́й переу́лок — улица в центре Москвы в Таганском районе между Аристарховским переулком и Николоямской улицей.

## Происхождение названия

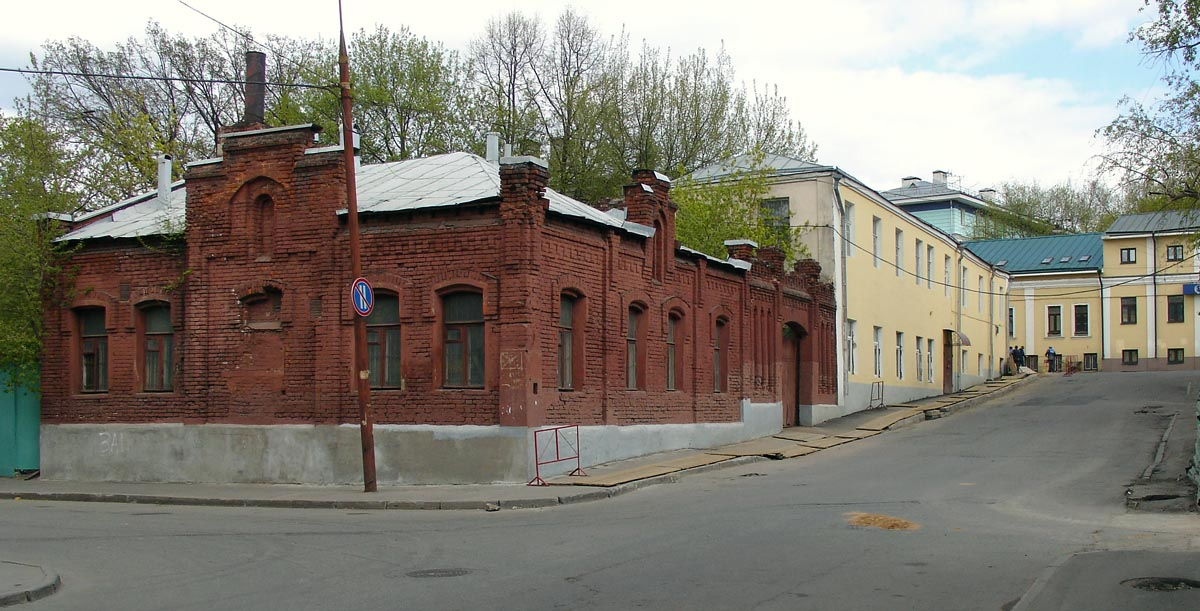
Угол Аристарховского и Малого Дровяного (слева).

Название возникло в XIX веке, здесь в XVIII веке была Дровяная площадь, на которой торговали дровами.

## Описание
Малый Дровяной переулок начинается от Аристарховского, проходит на север параллельно Большому Дровяному, выходит на Николоямскую улицу напротив Сивякова переулка.

## Здания и сооружения

### По нечётной стороне
- № 3, стр. 1 — издательский дом «РДВ-медиа»;
- № 5,  памятник архитектуры (региональный) — главный дом городской усадьбы А. И. Ломова, И. П. Брашнина (перестроен в 1873 году М. К. Геппенером)[1].